# (210444) Frithjof
(210444) Frithjof est un astéroïde de la ceinture principale.

## Description
(210444) Frithjof est un astéroïde de la ceinture principale. Il fut découvert le 16 janvier 2009 à Calar Alto par Felix Hormuth. Il présente une orbite caractérisée par un demi-grand axe de 2,33 UA, une excentricité de 0,16 et une inclinaison de 2,1° par rapport à l'écliptique.

## Compléments